# Condado de Wayne (Illinois)
O Condado de Wayne é um dos 102 condados do Estado americano de Illinois. A sede do condado é Fairfield, e sua maior cidade é Fairfield. O condado possui uma área de 1 853 km² (dos quais 4 km² estão cobertos por água), uma população de 17 151 habitantes, e uma densidade populacional de 9 hab/km² (segundo o censo nacional de 2000). O condado foi fundado em 26 de março de 1819.